# XV Festival Internacional de la Canción de Viña del Mar
El XV Festival de la Canción de Viña del Mar, o simplemente Festival de Viña del Mar 1974, se realizó del 7 al 11 de febrero de 1974 en el anfiteatro de la Quinta Vergara, en Viña del Mar, Chile. Fue transmitido por Televisión Nacional de Chile y animado por César Antonio Santis y coanimado por Gabriela Velasco.

## Curiosidades
- Por primera vez en la historia no se celebró competencia en el folklore, la que no volvería hasta 1981. El anuncio de que no se celebraría la competencia folclórica se realizó en agosto de 1973.[1]
- Recordada es la intervención del humorista Bigote Arrocet, cuando cantó el tema Libre, original de Nino Bravo. Muchos interpretaron este gesto como un agradecimiento a la Junta Militar de Gobierno (sus miembros se hallaban en el palco) por haber derrocado a la Unidad Popular.[2] Sin embargo, tanto el propio Arrocet (hoy radicado en Madrid),[2][3] como su esposa en ese entonces, la conductora de televisión Gabriela Velasco, han afirmado que la canción fue interpretada en homenaje al propio Nino Bravo, quien había fallecido un año antes, en abril de 1973.
- Entre los artistas participantes de la competencia destacan tres personajes que además tendrían figuración representando a sus países en el Festival de la OTI. El chileno Antonio Zabaleta, que representara a su país en Belo Horizonte en 1973; el venezolano José Luis Rodríguez "El Puma", quien obtuviera meses más tarde el segundo lugar en Acapulco 1974; y el nicaragüense Hernaldo Zúñiga, que si bien estaba avecindado en Chile (estudiaba Derecho en la Facultad de Derecho de la Universidad de Chile), representaría a la televisión nicaragüense en Acapulco 1974, en el debut de su país en el certamen iberoamericano.
- Hubo también una presentación, sin carácter de competencia, entre todas las canciones ganadoras del certamen entre 1961 y 1973. Ésta presentación se hizo en la jornada final del certamen y se le llamó "El Festival de Festivales".
- El intérprete Janson que representaba a Inglaterra en la competencia internacional, sorprende en esa época por su peculiar vestimenta de un vestón rayado en vertical y una marioneta de payaso que acompañaba por su tema "Mr. music man" y lo clasificaban como un "tipo raro", pero sin duda quedó en la memoria festivalera.

## Artistas invitados
- Camilo Sesto
- Nydia Caro
- Jeanette
- Pepe Gallinato
- Elenco de Música libre
- Gloria Simonetti
- Ramón Vinay
- Tato Cifuentes
- Maitén Montenegro y Los Acetatos
- Los Perlas
- Bigote Arrocet
- Antonio Prieto
- Hugo Goodman
- Pachi y Pablo
- Panal
- Tony Ronald
- Tormenta
- Las Cuatro Monedas

## Jurado Internacional
- Ramón Vinay
- Luis Sigall
- Soledad Silveyra
- Tormenta
- Sonia la Única
- Lucho Gatica
- Antonio Prieto

## Competencia Internacional
- 1.er lugar:  Italia, Immagina, de Giancarlo de Bellis, interpretada por Annarita Spinaci.[4]
- 2.° lugar:  Chile, El molino dejó de girar, escrita e interpretada por Antonio Zabaleta.[5]
- 3.er lugar:  Inglaterra, Mr. music man, de Colin Rickards, escrita e interpretada por Janson.[6]
- Mejor intérprete: Antonio Zabaleta,  Chile.
- Mejor arreglo orquestal: Aquel lugar  Venezuela.

## Jornadas

### Día 5 (lunes 11)
- Presentación de Pepe Abad
- Pachi y Pablo
- Panal
- Tato Cifuentes
- Presentación de César Antonio Santis
- Jeanette
- Las Cuatro Monedas
- Presentación de las canciones ganadoras en los anteriores Festivales de Viña del Mar (desde 1961)